# Фосфат иттрия
Фосфат иттрия — неорганическое соединение,
соль иттрия и фосфорной кислоты с формулой YPO4,
бесцветные кристаллы,

образует кристаллогидраты.

## Получение
- В природе встречается относительно редкий минерал ксенотим — YPO4 с примесями диспрозия, эрбия, тербия и иттербия, обычны примеси тория и урана (все замещают иттрий). Из-за примесей урана и тория некоторые образцы ксенотима могут быть слабо или сильно радиоактивными [1].

- Реакция хлорида иттрия и фосфорной кислоты, с последующим добавлением раствора аммиака:

{\displaystyle {\mathsf {YCl_{3}+H_{3}PO_{4}+3NH_{3}\cdot H_{2}O\ {\xrightarrow {35-40^{o}C}}\ YPO_{4}+3NH_{4}Cl+3H_{2}O}}}

## Физические свойства
Фосфат иттрия образует бесцветные кристаллы
тетрагональной сингонии,
параметры ячейки a = 0,68832 нм, c = 0,60208 нм.
Образует кристаллогидраты состава YPO4•n H2O, где n = 1 и 2.
Кристаллогидрат состава YPO4•2H2O — бесцветные кристаллы
моноклинной сингонии,
пространственная группа B 2/b,
параметры ячейки a = 0,648 нм, b = 1,512 нм, c = 0,628 нм, β = 129,4°, Z = 4.